# Kruševo (gmina Bijelo Polje)
Kruševo (cyr. Крушево) – miasto w Czarnogórze, w gminie Bijelo Polje. W 2011 roku liczyło 307 mieszkańców.